# Blastodiplosis
Blastodiplosis is een muggengeslacht uit de familie van de galmuggen (Cecidomyiidae).

## Soorten
- B. artemisiae (Kieffer, 1901)
- B. thalictrina Tavares, 1916